# حاجز رملي

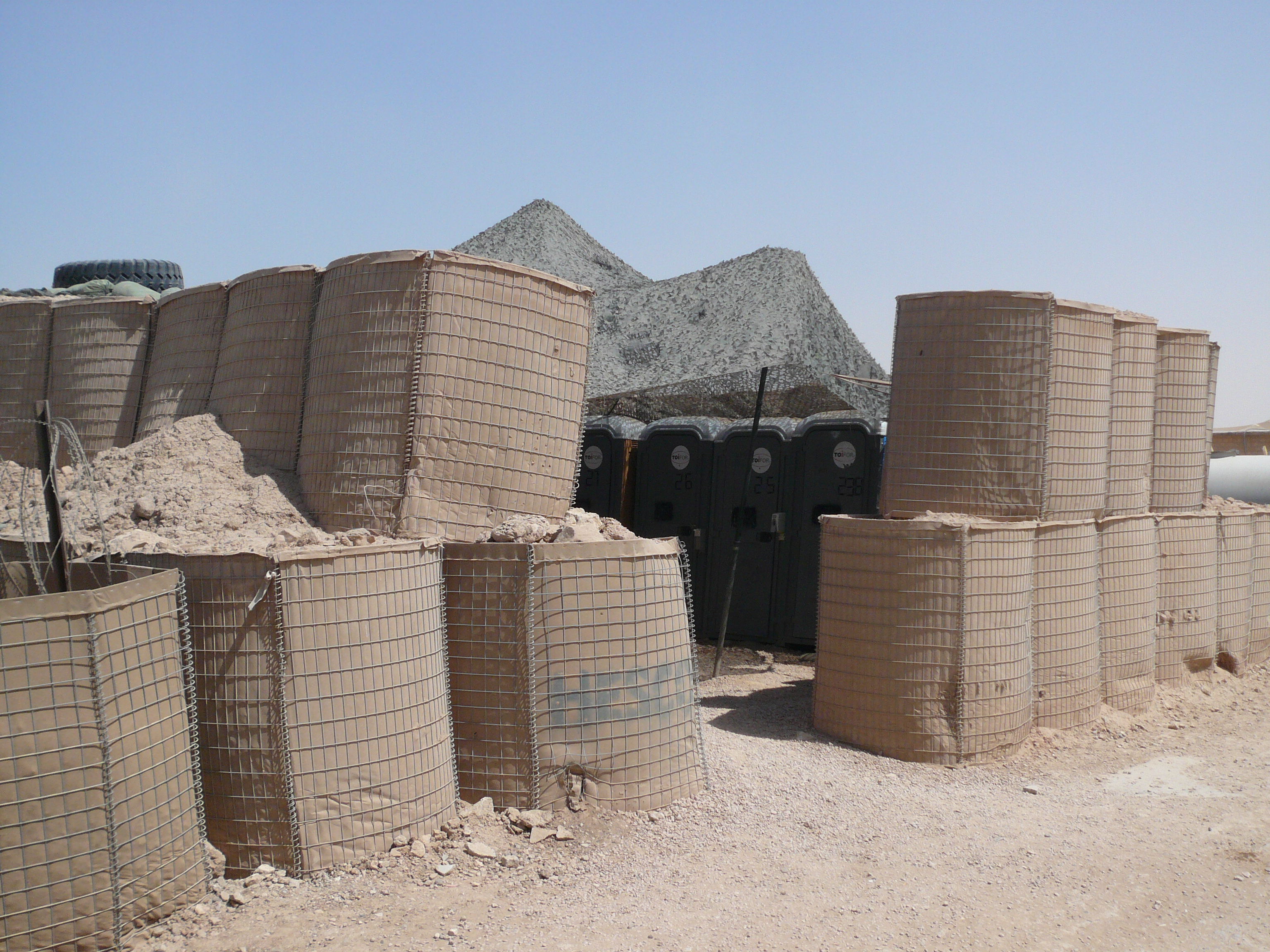
حواجز رملية (هيسكو) مُكدسة حول مراحيض قاعدة عسكرية أمريكية في العراق.

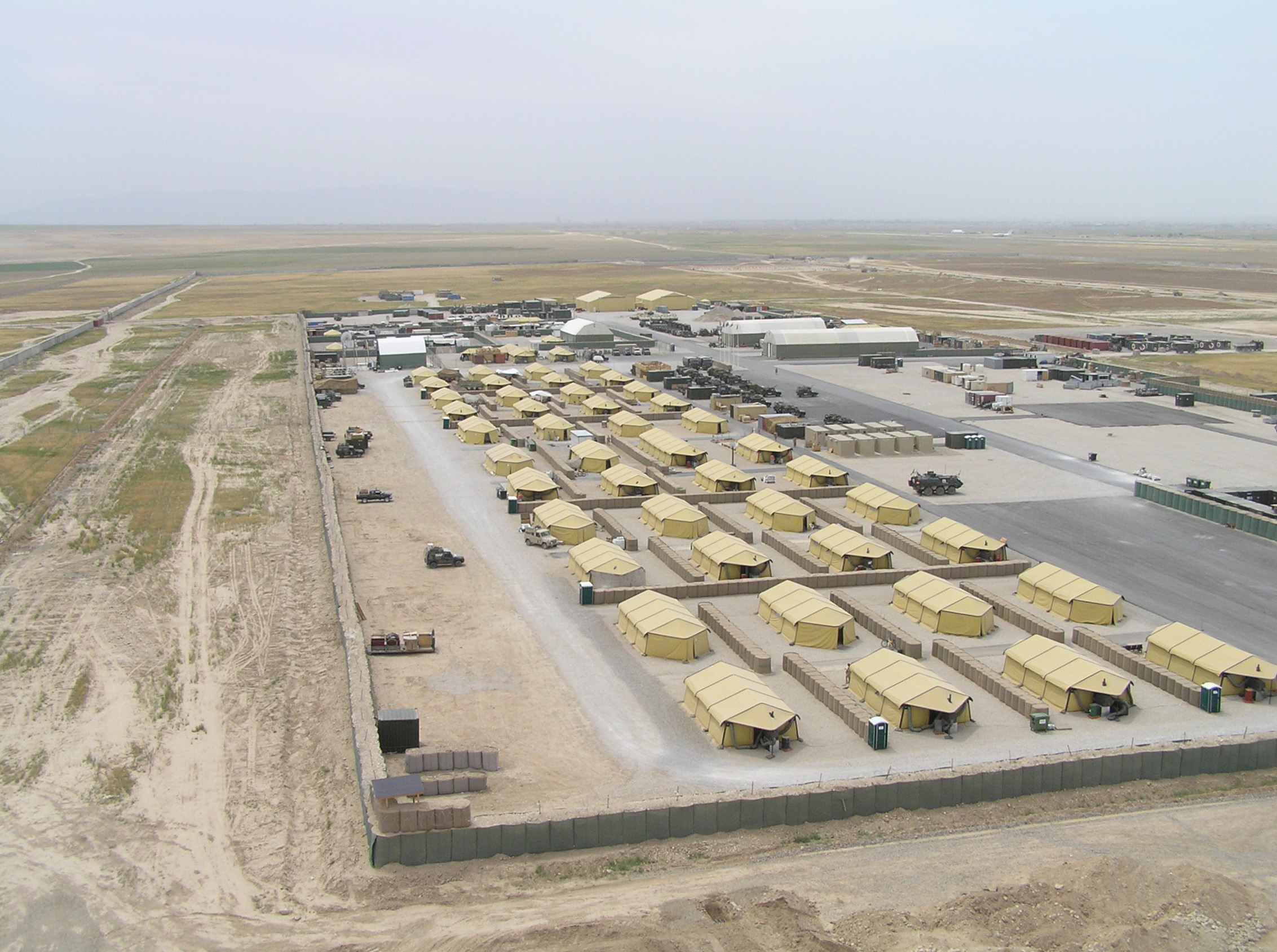
قاعدة ألمانية داخل معسكر مارمال بالقرب من مزار شريف، أفغانستان. لاحظ الخطوط الداخلية للأسلاك الشائكة لتقليل وتقسيم تأثيرات الهاون.

حاجز رملي،  ومعروف أيضًا باسم حاجز هيسكو  حيث أن هيسكو HESCO هو الاسم التجاري للشركة المصنعة، هو عبارة عن صماد حديث يستخدم في المقام الأول للتحكم في الفيضانات والتحصينات العسكرية.  وهو مصنوع من حاوية شبكية سلكية قابلة للطي وبطانة من القماش الثقيل وتستخدم كحاجز مؤقت أو شبه دائم أو جدار واق من الانفجار ضد نيران الأسلحة الصغيرة والمتفجرات. تم استخدامه خلال الحرب على العراق وأفغانستان.

تم تصميمه في الأصل للاستخدام على الشواطئ والمستنقعات للسيطرة على التآكل والفيضانات.  تم استخدامها في عام 2005 لتعزيز السدود في الأسابيع بين إعصار كاترينا وإعصار ريتا. 

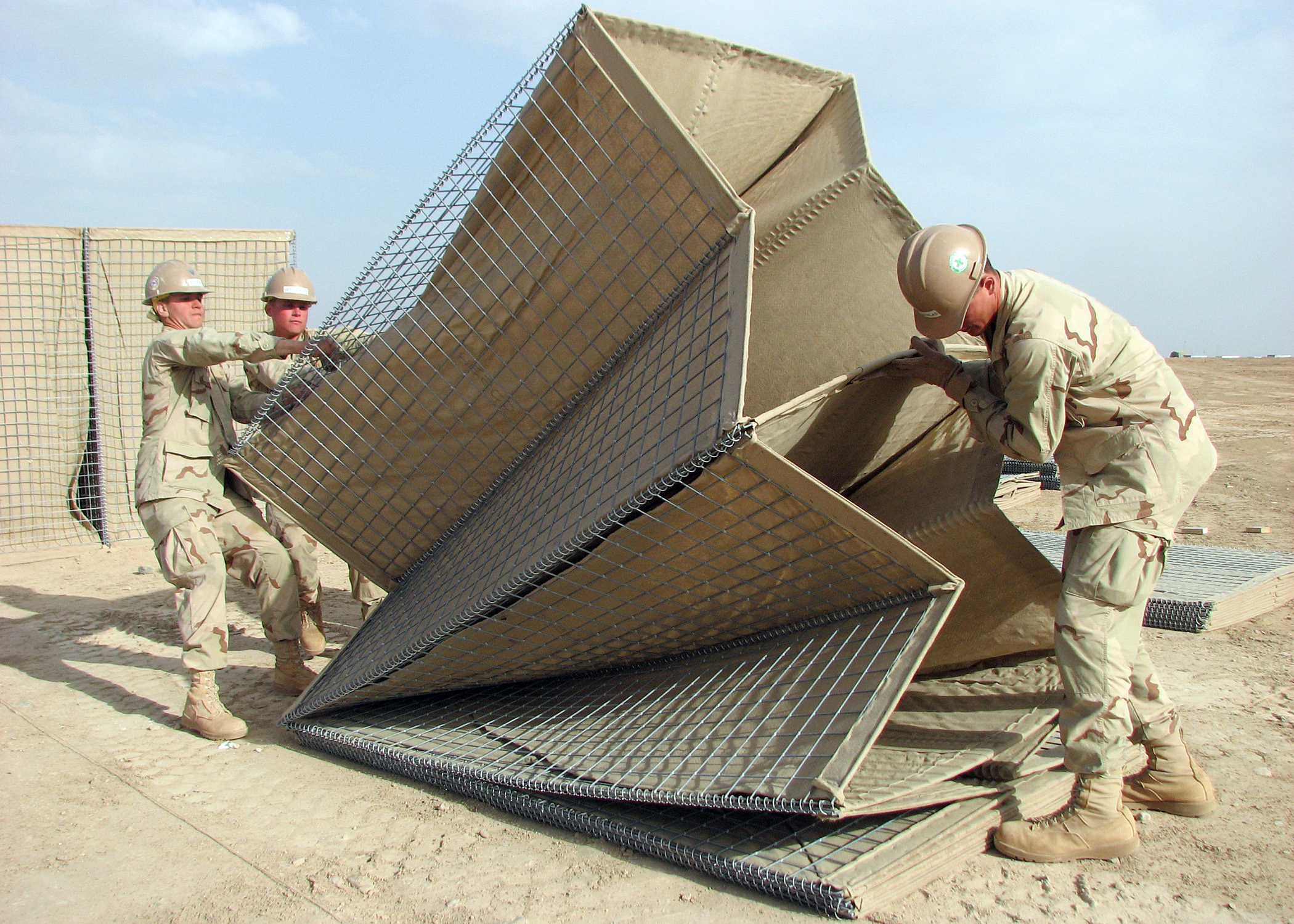
البحرية الأمريكية تقوم بتجميع وحدات الحواجز الرملية.
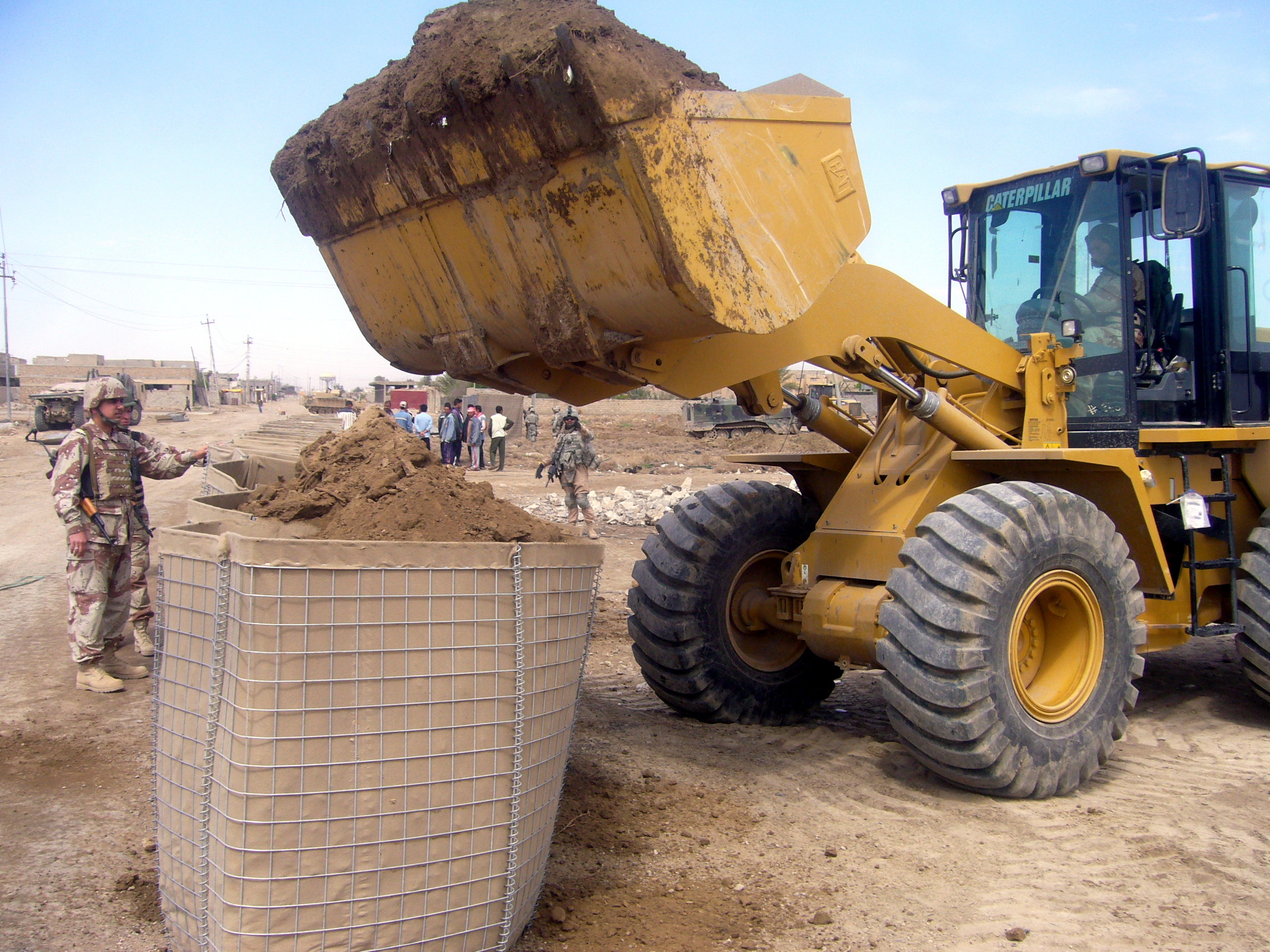
مهندسو الجيش العراقي يملؤن الحواجز بالرمال بإستخدام رافعة.